# Dasymys nudipes
Dasymys nudipes је врста глодара из породице мишева (Muridae).

## Распрострањење
Ареал врсте је ограничен на мањи број држава. Врста има станиште у Анголи, Замбији, Боцвани и Намибији.

## Станиште
Станишта врсте су травна вегетација и мочварна и плавна подручја.

## Угроженост
Подаци о распрострањености ове врсте су недовољни.